# Kronospan
Kronospan Holdings Limited (Kronospan-koncernen) er en multinational cypriotisk-østrigsk producent af byggematerialer med hovedkvarter i Nicosia. Produkterne inkluderer spånplader, MDFplader, OSB-plader, gulve samt laminatplader til møbler. De har ca. 14.000 ansatte.
Omsætningen var i 2019 på 4 mia. euro
I 1897 etablerede familien Kaindl et savværk i Lungötz ved Salzburg. I 1948 begyndte de at producere møbeltræ og i 1959 begyndte de produktion af spånplader.